# Magusa perversa
Magusa perversa là một loài bướm đêm trong họ Noctuidae.